# سیارک ۱۹۱۳۰
سیارک ۱۹۱۳۰ (به انگلیسی: 19130 Tytgat، نامگذاری:1988CG2) نوزده هزار و صد و سی‌امین سیارک کشف شده‌است که در ۱۱ فوریه ۱۹۸۸ کشف شد.
قدر مطلق سیارک برابر ۲۹.۵ است.